# 苏联人民斯巴达克运动会
苏联人民斯巴达克运动会（俄语：Спартакиада народов СССР）是1956年至1991年间苏联举行的大规模多项目体育赛事，这些活动是1928年在莫斯科举行的全联盟斯巴达克运动会的后续。比赛是在苏联各个共和国之间进行，夏季赛事在莫斯科，冬季赛事则四次在斯维尔德洛夫斯克、两次在克拉斯诺亚尔斯克，一次在基辅举行。共举办了十届夏季斯巴达克运动和七届冬季斯巴达克运动。2022年，俄罗斯举办了2022年全俄罗斯斯巴达克运动会。